# Dark Academia
Dark Academia ist ein in den sozialen Medien entstandener ästhetischer Stil, der seine Inspiration aus einer romantischen Betrachtung des klassischen Mode- und Einrichtungsbilds englischer Eliteuniversitäten und solcher der US-Neuengland-Bundesstaaten bezieht.

## Entstehung
Der Beginn von Dark Academia lässt sich nicht zweifelsfrei datieren, jedoch erreichte der Trend im Zuge der COVID-19-Pandemie erstmals weite Aufmerksamkeit. In Internetforen und Social-Media-Plattformen wie TikTok oder Instagram etablierten sich in der Folge Kanäle, die unter diesem Begriff Inhalte verbreiteten.
Als die drei dafür „kanonischen“ englischsprachigen Filme und Romane gelten:
- der Spielfilm Kill Your Darlings – Junge Wilde (2013), handelnd von den Universitätstagen der ersten Mitglieder der Beat Generation plus einem Krimiplot;
- Buch und Film Der Club der toten Dichter (1989), Handlungsort ein fiktives konservatives Oberschicht-Internat für Jungen im US-Bundesstaat Vermont 1959;
- der Roman Die geheime Geschichte (1992) der US-amerikanischen Schriftstellerin Donna Tartt, Schauplatz am fiktiven Hampden College in Vermont.

Im deutschen Sprachraum ist vor allem der Debütroman von Takis Würger, Der Club, zu nennen. 
Es bildeten sich ferner Subkulturen wie „Light Academia“, in der helle Farben bevorzugt werden und mehr People of Color vertreten sind.
Vorläufer-Popkulturen sind: Gothic, Preppy, Steampunk und Cottagecore.

## Typische Elemente
Dark Academia versucht das Lebensgefühl englischer und amerikanischer Privatschulen und Eliteuniversitäten vor der Mitte des 20. Jahrhunderts wiederzubeleben, wie es etwa in Filmen und Büchern wie Der Club der toten Dichter oder Die geheime Geschichte beschrieben wird.
Dies äußert sich im Kleidungsstil in Form von klassischen Anzügen und Schuhen, bevorzugt in dunklen Farben, und Tweedjacken. Ebenfalls finden häufig mittlerweile anachronistisch gewordene Gegenstände wie Füller, Schreibmaschinen und teilweise sogar Wachssiegel Verwendung.
Häufig dienen Bibliotheken, dunkle Holzmöbel oder (neo-)gotische Architektur als Hintergrund-Dekor der Schauplätze.

## Kritik
Aufgrund ihres Hangs zu Bekleidungsvorlieben wie althergebrachten, förmlichen Anzügen wird die Bewegung von manchen Beobachtern als elitär kritisiert.
Andere Kritiker bemängeln die Fokussierung auf die ästhetischen Aspekte des Studiums, anstelle der akademischen Inhalte.